# Manucodia
A Manucodia a madarak osztályának verébalakúak (Passeriformes) rendjébe és a paradicsommadár-félék (Paradisaeidae) családjába tartozó nem.

## Rendszerezésük
A nemet Pieter Boddaert holland orvos és ornitológus 1783-ban, az alábbi fajok tartoznak ide:
- fényes paradicsommadár (Manucodia ater)
- jobi paradicsommadár (Manucodia jobiensis)
- zöld paradicsommadár (Manucodia chalybata)
- göndörtollú paradicsommadár (Manucodia comrii)